# Conscripto Bernardi
Conscripto Bernardi é um município da província de Entre Ríos, na Argentina.